# Ørvisfelli
Ørvisfelli är ett berg på ön Streymoy på Färöarna. Berget har en högsta topp på 783 meter.